# Phytomyza nilgiriensis
Phytomyza nilgiriensis är en tvåvingeart som beskrevs av Ipe 1971. Phytomyza nilgiriensis ingår i släktet Phytomyza och familjen minerarflugor. Inga underarter finns listade i Catalogue of Life.